# Huawei Ascend
Huawei Ascend（ファーウェイ・アセンド）は、中華人民共和国の華為技術（ファーウェイ・テクノロジーズ）が展開するスマートフォン端末のブランド名である。

## 概要
2010年に発表された最初のAscend、続く2011年に発表されたAscend IIは、それまでのIDEOSシリーズと同じくチープな新興国向け端末のひとつに過ぎなかった。状況が大きく変わるのは2012年、1月に米国ラスベガスのCESで世界最薄を謳うスマートフォン「Ascend P1 S」を発表したのに続き、2月にはMWC2012に合わせる形で世界最速を謳うスマートフォン「Ascend D quad」を発表、一躍世界のトップメーカー入りを果たした。これには同社傘下のHiSiliconがクアッドコアSoC「K3V2」の開発に成功したことが大きく、以降HiSiliconのSoCはAscendシリーズにほぼ独占供給されている。
"Ascend"は「上昇する」を意味し、続く文字は端末の位置付けを現す。
- D - Diamond
- P - Platinum
- G - Gold
- Y - Youth

この他、2013年1月にはサムスン電子のGalaxy Noteに対抗した大画面のAscend Mate（アセンド・メイト）シリーズと、Windows Phone OSを採用したAscend Wシリーズを追加、2013年12月には低価格で高性能なXiaomiのRedmiに対抗してWebに販路を絞ったAscend Honor（アセンド・オナー）シリーズを拡大、2014年12月にはファブレットの流行を汲んだAscend GXシリーズを追加するなど、意欲的に競合他社へキャッチアップしている。
2015年4月に発表されたP8からは"HUAWEI"ブランドを推すブランド戦略に変わったため、以降"Ascend"ブランドを冠するスマートフォンは発表されていない。